# Logica della scoperta scientifica
Logica della scoperta scientifica è un celebre saggio di filosofia della scienza di Karl Popper, in cui vengono trattati il significato e la struttura logica a fondamento della scienza e della sua metodologia. Originariamente pubblicato nel 1934 in tedesco col titolo Logik der Forschung (che però significa "Logica della ricerca" e non "della scoperta"), fu riveduto e fu scritta in seguito, nel 1959, un'edizione in inglese ad opera dello stesso Popper, col titolo cambiato appunto in  The Logic of Scientific Discovery. Secondo Peter Medawar, questo libro è "uno dei più importanti scritti del XX secolo".

## Descrizione
In questo libro, Popper spiega che la scienza non può avere relazioni con metodologie basate sull'induzione: per quante che siano le osservazioni di un fenomeno non si potrebbe mai dedurre nulla di generale, nulla ci consente di stabilire che il prossimo caso osservato si comporterà come i precedenti; a tal proposito è divenuto celebre l'esempio del tacchino induttivista. Secondo Popper la scienza dovrebbe adottare una metodologia basata sulla falsificabilità, poiché nessun numero, per quanto grande, di esperimenti può stabilire qualcosa come verità, ma un singolo esperimento può contraddirla. Popper ritenne che tutte le teorie basate sulla ricerca empirica debbano essere caratterizzate dalla falsificabilità. 
L'unico metodo scientifico valido è il metodo deduttivo dei controlli, basato sulla messa alla prova della teoria tramite le asserzioni che se ne possono dedurre, presupponendo l'obbligo, per il ricercatore, di formulare le sue asserzioni in modo tale che esse siano falsificabili (smentibili, confutabili, in opposizione agli asserti verificabili giudicati sensati dall'empirismo tradizionale) in sede di esperimento. Popper sostituisce così l'idea di una scienza basata sulla pura routine dell'enumerazione con l'idea di una scienza di ardite congetture e ricerca continua dell'errore, in vista della verità, che resta un ideale regolativo.

### Contesto nella storia della filosofia della scienza
Nella storia della filosofia della scienza, il 1934, anno di pubblicazione di quest'opera contrassegna il passaggio dalla stagione dell'empirismo logico o neoempirismo o positivismo logico o neopositivismo, alla stagione del razionalismo critico.

### Bold hypothesis
Il filosofo britannico introduce in questo saggio il concetto di ipotesi audace, o congettura audace.

## Edizioni
- Logica della scoperta scientifica. Il carattere autocorrettivo della scienza, traduzione di Mario Trinchero, Collana Paperbacks n.14, Torino, Einaudi, 1970,  p. 550.
- Logica della scoperta scientifica. Il carattere autocorrettivo della scienza, premessa di Giulio Giorello, Collana Biblioteca Studio, Einaudi, 1995-1998, ISBN 978-88-06-15114-0.
- Logica della scoperta scientifica. Il carattere autocorrettivo della scienza, Collana Piccola Biblioteca.Nuova Serie, Einaudi, 2010, ISBN 978-88-06-20392-4.
- (DE)  Karl R. Popper,  Logik der Forschung, Mohr Siebeck, 2005. ISBN 3-16-148410-X
- (EN)  Karl R. Popper, The Logic of Scientific Discovery, Routledge, 1959. ISBN 0-415-27844-9